# لورانس جيمس
لورانس جيمس (بالإنجليزية: Lawrence James)‏ هو مؤرخ بريطاني، ولد في 26 مايو 1943 في باث في المملكة المتحدة.